# Saera Khan
Saera Tithi Khan, född 23 april 1979 i Oslo, är en norsk politiker i Arbeiderpartiet. 
Hon valdes in till Stortinget 2005, och var den enda personen där med utländsk bakgrund fram till att Akhtar Chaudhry valdes in 2007.
I september 2008 uppmärksammades att Khan ringt astrologer för över 100 000 kronor av skattemedel.